# Сумтынгъёган
Сумтынгъёган (устар. Сундум-Юган) — река в России, протекает по Приуральскому району Ямало-Ненецкого АО. Впадает в озеро Хувъюн, являющееся водотоком реки Сарёнгоёган, в 7 км по левому берегу. Длина реки — 31 км.

## Данные водного реестра
По данным государственного водного реестра России относится к Нижнеобскому бассейновому округу, водохозяйственный участок реки — Обь от впадения реки Северная Сосьва до города Салехард, речной подбассейн реки — бассейны притоков Оби ниже впадения Северной Сосьвы. Речной бассейн реки — (Нижняя) Обь от впадения Иртыша.
Код объекта в государственном водном реестре — 15020300112115300033252.